# 白澤富一郎
白澤 富一郎（しらさわ とみいちろう、1903年（明治36年）6月16日 - 1990年（平成2年）11月6日）は、日本の電気技術者、実業家。東京電力副社長や、日本原子力発電社長、同社会長、日本原子力産業会議副会長等を務めた。

## 人物・経歴
1926年東京高等工業学校（現東京工業大学）電気科卒業。東京電力副社長を経て、1970年から日本原子力発電取締役社長を務め、もんじゅへの技術協力などを進めた。1977年日本原子力発電取締役会長。1978年蔵前工業会理事長。1982年日本動力協会会長。日本原子力産業会議副会長、原子力委員会新型転換炉実証炉評価検討専門部会長等も歴任した。

## 著書
- 『さだめに棹さして: 電力六十年回顧録』電気新聞事業開発局 1986年